# 그린빌 그롤
| 그린빌 그롤   | |
| 콘퍼런스      | 남부 콘퍼런스 (1998년~2000년) 북부 콘퍼런스 (2000년~2003년) 동부 콘퍼런스 (2003년~2004년) 아메리칸 콘퍼런스 (2004년~2006년)                                   |
| 디비전        | 사우스이스트 디비전 (1998년~2000년) 노스이스트 디비전 (2000년~2003년) 서던 디비전 (2003년~2004년) 이스트 디비전 (2004년~2005년) 사우스 디비전 (2005년~2006년) |
| 설립연도      | 1998년 |
| 해체연도      | 2006년 |
| 역사          | 그린빌 그롤 (1998년~2006년) |
| 경기장        | BI-LO 센터 |
| 연고지        | 사우스캐롤라이나주 그린빌 |
| 상징색        | 검정, 금, 보라, 은 |
| 구단주        | |
| 단장          | |
| 감독          | |
| NHL 제휴      | |
| AHL 제휴      | |
| 정규시즌 우승 | |
| 콘퍼런스 우승 | 1 (2002) |
| 디비전 우승   | 1 (2002) |
| 켈리 컵       | 1 (2002) |
| 영구 결번     | 36 |

그린빌 그롤(Greenville Grrrowl)는 미국 사우스캐롤라이나주 그린빌을 연고지로 하는 1998년부터 2006년까지 ECHL 소속되었던 아이스 하키팀이다.

## 역대 홈경기장
| 경기장      | 사용기간      | 수용인원 | 장소                      | 비고 |
| ----------- | ------------- | -------- | ------------------------- | ---- |
| 그린빌 그롤 |               |          |                           |      |
| BI-LO 센터  | 1998년~2006년 | 13,707명 | 사우스캐롤라이나주 그린빌 | 빈칸 |